# Platea (ciudad)
Platea (latín Plataea o Plataeae; griego Πλάταια Plataia, o más frecuentemente en plural, Πλαταιαί Plataiai) fue una antigua ciudad de Beocia, en la antigua Grecia. Estaba situada entre los montes Helicón y Citerón, de los cuales este último hacía de frontera entre Mégara, Ática y Beocia. 
Los tebanos decían que la ciudad había sido fundada por ellos, pero en el siglo II d. C. el geógrafo Pausanias pensaba que los pobladores de Platea eran indígenas y derivaban su nombre de Platea hija de Asopo. El gentilicio es plateo (Πλαταιεύϛ). El nombre del territorio en griego antiguo es Πλαταιίδα, Πλαταιᾶσιν, ἐν ταῖς Πλαταιαῖς.
En 506 a. C. el río Asopo constituía la frontera entre Platea y Tebas. Platea limitaba al oeste con Tespias y al este con Hisias, que en dicho año estaba en manos de Atenas.
El territorio de Platea se ha estimado en cerca de 170 km².

## Historia

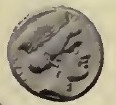
Moneda de Platea.

Los hallazgos de cerámica en las excavaciones arqueológicas indican que el territorio de Platea estuvo habitado desde el IV milenio a. C. y, aunque quizá hubo un vacío en el tercer milenio, durante los periodos heládico medio y heládico tardío hubo aquí un asentamiento de cierta importancia. Este sufrió un declive al final del periodo micénico, pero probablemente continuó estando habitado durante la época oscura y se recuperó gradualmente a partir del periodo geométrico.
Platea es mencionada por Homero en el catálogo de las naves de la Ilíada.
En 519 a. C., para no caer bajo el poder de Tebas se alió con Atenas, a la que estuvo aliada en lo sucesivo. Durante las guerras médicas, en 490 a. C. envió 1000 hoplitas a la batalla de Maratón. En 480 a. C., gente de Platea luchó en Artemisio, pero no en la batalla de Salamina, ya que estaban ocupándose de evacuar a la población de la ciudad ante la proximidad del ejército persa, Los persas la incendiaron y destruyeron hasta los cimientos (480 a. C.)
En 479 a. C. se libró al lado de la ciudad la batalla de Platea, en la cual participó con 1200 hombres (600 hoplitas y 600 soldados de infantería ligera), contribuyendo a una decisiva victoria griega sobre los persas. 
Tras la batalla, el general y regente espartano Pausanias llevó a cabo un sacrificio a Zeus Eleuterio («Zeus de la Libertad») en el ágora de la ciudad. La victoria de Platea supuso grandes honores para sus habitantes, que recibieron una cantidad de 80 talentos (con la que se reconstruyó la ciudad y erigió un templo a Atenea), y para los caídos en la batalla, celebrando cada cinco años una fiesta conocida por Eleuterias, consagrado a Zeus Eleuterio, al que se erigió un templo en la ciudad. El general Pausanias proclamó la inviolabilidad de la ciudad y de su territorio.
Esta situación duró hasta el comienzo de la guerra del Peloponeso. En 431 a. C. un grupo de 300 tebanos intentaron sorprender la ciudad; entraron en Platea con la complicidad del partido oligárquico y por la noche intentaron tomar el control, pero los ciudadanos se recuperaron de la sorpresa y mataron a 180 de los asaltantes, huyendo los demás. 
En 429 a. C. un ejército espartano dirigido por Arquidamo II sitió la ciudad; el asedio, narrado por Tucídides, fue memorable. Los defensores eran sólo 400 plateos y 80 atenienses, con 110 mujeres como auxiliares; los demás habitantes habían sido evacuados a Atenas. Los asaltos de los espartanos y sus aliados tebanos fueron rechazados y el asedio se convirtió en bloqueo. El segundo año, 212 asediados pudieron salir una noche de tormenta y llegar a Atenas; el resto de la guarnición se hubo de rendir poco después (427 a. C.) y fueron masacrados. Parte de la ciudad fue arrasada por los tebanos aliados de Esparta, quienes con los materiales construyeron un albergue para los visitantes al templo de Hera.
Los habitantes de Platea escapados a Atenas recibieron la ciudadanía ateniense con ciertas limitaciones. En 420 a. C., Atenas entregó la ciudad de Escíone a los plateos, pero al final de la guerra hubieron de evacuar esta ciudad y fueron otra vez recibidos en Atenas, donde aún vivían en tiempos de la paz de Antálcidas (386 a. C.), tras la cual los plateos regresaron a su ciudad y su independencia quedó restablecida.
En el año 375 a. C. la ciudad, que había sido reconstruida y se había recuperado, fue ocupada por sorpresa por Tebas y destruida, y los habitantes hubieron de refugiarse otra vez en Atenas. Vivieron en Atenas hasta la batalla de Queronea (338 a. C.) en que recuperaron la ciudad y el territorio de manos de Filipo II de Macedonia. Poco después, el geógrafo e historiador Dicearco la consideraba una cleruquía de Atenas.
En su obra Descripción de Grecia, Pausanias menciona en el territorio de Platea tres templos: uno dedicado a Hera, otro a Atenea Area y un tercero a Deméter Eleusina.
En épocas posteriores fue una ciudad de segundo orden que no tuvo ninguna incidencia en la vida política y siguió la suerte del resto de Beocia.
En el siglo VI d. C. las murallas de la ciudad fueron restauradas por Justiniano I.

## Restos arqueológicos

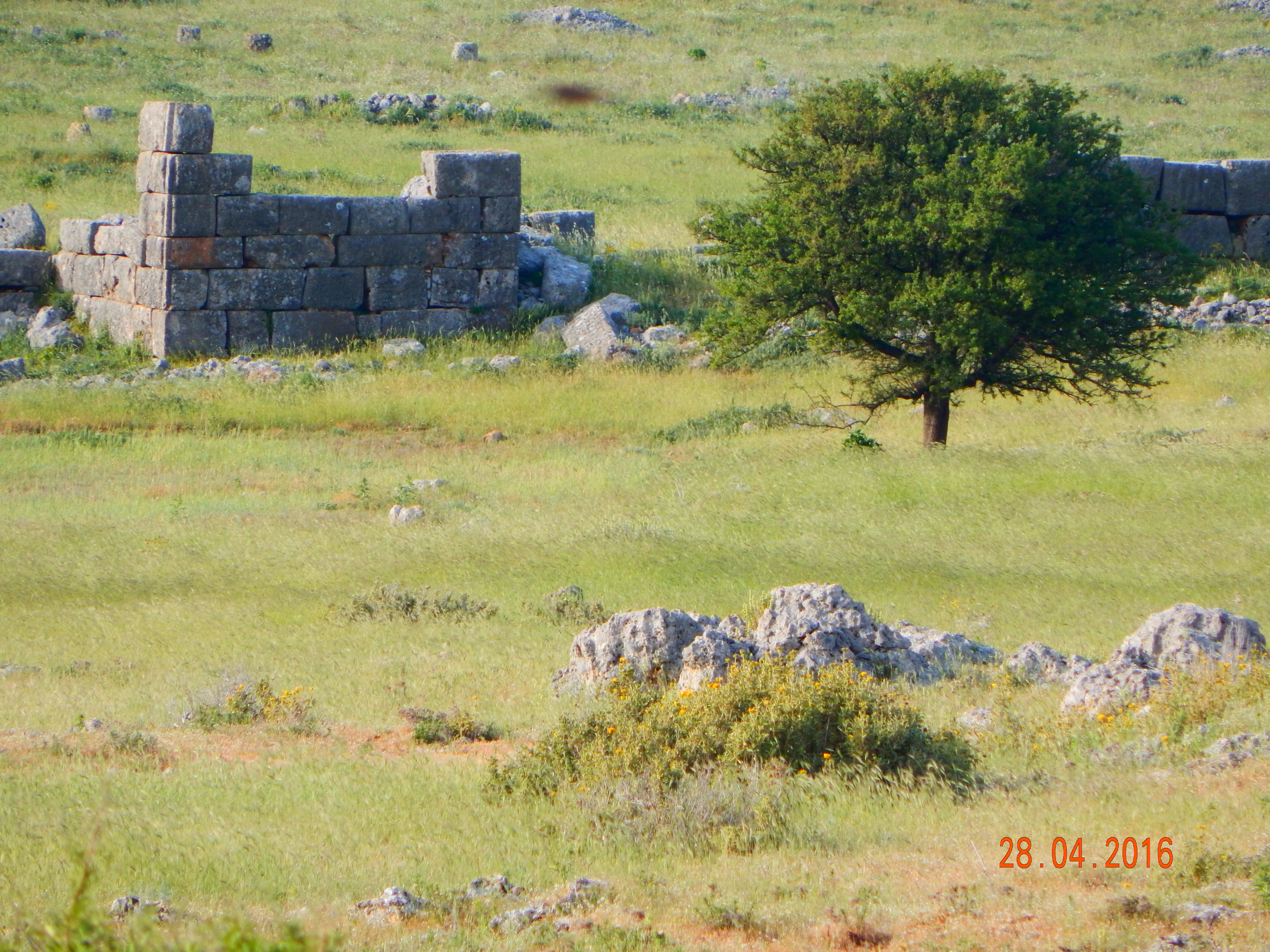
Ruinas de la antigua Platea.

Las ruinas de la antigua Platea están en la localidad que anteriormente tenía el nombre de Kokla y que en 1916 recuperó el nombre de Platea.
Se conservan parte de las murallas, que tenían una longitud de unos 4,5 km y pertenecen en su mayor parte al periodo comprendido entre los siglos V y IV a. C. Al noroeste de la acrópolis se encontraba el templo de Hera, de orden dórico, y al noroeste del mismo se conserva una pequeña parte del edificio, con muchas habitaciones, que albergaba a los peregrinos que acudían a este templo. Se conservan también los cimientos del altar de Zeus Eleuterio y, cerca de él, una tumba que fue el monumento común a los griegos que murieron en la batalla de Platea del 479 a. C.
El texto de una inscripción del siglo III a. C., hallada en 1971 por el arqueólogo griego Theodoros Spyropoulos cerca de las murallas de Platea, muestra que unos dos siglos después de la célebre batalla de 479 a. C. existía aún en la ciudad un culto a «Zeus Libertador y la Concordia de los griegos», así como un certamen atlético en honor de los «combatientes contra los bárbaros por la libertad de los griegos».